# Graham-Little-Syndrom
Das Graham-Little-Syndrom oder Picardi-Lassueur-Little-Syndrom ist eine sehr seltene Sonderform des Lichen planopilaris (Variante des Lichen ruber planus an der behaarten Haut). Es ist gekennzeichnet durch die typische Kombination einer vernarbende Alopezie (Haarausfall) der Kopfhaut mit nicht vernarbender Alopezie in Achsel- und Leistenregion sowie einer Verhornungsstörung der Haarfollikel der unbehaarten Haut. Häufig wird auch eine und Aufbaustörung der Finger- oder Fußnägel (Nageldystrophie) dazugezählt.
Die Krankheit kann durch eine hautärztliche Untersuchung, ggf. ergänzt um eine Haarwurzelanalyse und/oder die Entnahme einer Gewebeprobe aus betroffenen Hautarealen, diagnostiziert werden. In der Gewebeprobe zeigt sich unter dem Mikroskop das für den Lichen planopilaris typische Muster einer vernarbenden Entzündung der Haarfollikel.
Um den fortschreitenden Kopfhaarverlust zu verhindern, werden in der Behandlung der Krankheit üblicherweise äußerlich angewandte Corticosteroide eingesetzt. Je nach Ausprägungsgrad und Verlauf der Krankheit sind auch Steroidinjektionen oder eine systemische Behandlung mit Corticosteroiden (als Tabletten) möglich, in der Langzeitbehandlung sind mit Hydroxychloroquin gute Ergebnisse erzielt worden.

## Verbreitung
Die Prävalenz ist nicht bekannt, die Erkrankung ist allerdings sehr selten. Betroffen sind meist Frauen zwischen 30 und 60 Jahren.

## Ursache
Die Ursache der Krankheit ist unbekannt. Träger bestimmter, für die Steuerung der individuellen Immunantwort verantwortlicher Klasse II-HLA-Gene sind jedoch häufiger von der Krankheit betroffen als andere. Weiterhin besteht eine Assoziation mit dem klassischen Lichen ruber planus und speziell dessen erosiv-ulzeröser Variante, mit der Frontalen Fibrosierenden Alopezie und der kompletten Androgenresistenz. Weiterhin sind Fälle infolge einer Hepatitis-B-Impfung beschrieben.

## Krankheitsentstehung
Die Ätiologie der Krankheit ist unbekannt, diskutiert wird eine Autoimmunreaktion gegen das INCEP Zentromer-Protein.

## Klinische Erscheinungen
Die Krankheit ist durch die Kombination von drei Symptomen definiert:
1. fleckförmiger Haarverlust der Kopfhaut, der mit einer Vernarbung der betroffenen Hautareale einhergeht. Zurück bleiben glatte, weiße Flecken, in deren Randbereich gelegentlich eine follikelgebundene kleinfleckige, schuppende Rötung der Kopfhaut besteht
2. Verlust der Achsel- und Genitalbehaarung ohne Vernarbung
3. Verhornungsstörung der Haarfollikel mit juckenden, rotbraunen follikulären Papeln[2] in anderen Körperregionen[1]

Gelegentlich wird außerdem eine Dystrophie der Finger- und/oder Zehennägel dazugezählt. Der fleckförmige Verlust der Kopfbehaarung ist aufgrund der Vernarbung irreversibel und geht den anderen beiden Symptomen meist voraus. Gelegentlich werden die Hautveränderungen von Juckreiz, Schmerzen oder Brennen begleitet, zumeist besteht aber keine Begleitsymptomatik.

## Untersuchungsmethoden
Im Rahmen der hautärztlichen Untersuchung ist die typische Kombination der Symptome hinweisend auf das Graham-Little-Syndrom. Ergänzende Untersuchungsmethoden ergeben für den Lichen planopilaris typische Befunde: Im Haarzugtest können die Haare im Randbereich der betroffenen Kopfhautareale leicht ausgerissen werden, das Trichogramm zeigt in der aktiven Krankheitsphase vermehrt Haare im Anagenstadium. Zusätzlich kann eine Gewebeprobe der Kopfhaut zur lichtmikroskopischen Untersuchung entnommen werden, die anhand des charakteristischen Entzündungsmusters die Diagnosesicherung ermöglicht. Ergänzend und speziell zur Abgrenzung gegenüber dem an der behaarten Haut klinisch mitunter ähnlich verlaufenden Lupus erythematodes kann eine gesondert aufgearbeitete Probe mittels direkter Immunfluoreszenz untersucht werden.

## Pathologie
Histologisch (in der lichtmikroskopischen Untersuchung) zeigt sich weitgehend das Bild des Lichen planopilaris: Es besteht eine Hyperkeratose (überschießende Verhornung) der Haarfollikel, und im Follikelepithel finden sich abgestorbene Keratinozyten (hornbildende Zellen der Oberhaut und der Haarfollikel). Im Umgebungsgewebe der Haarfollikel bestehen herdförmige, überwiegend lymphozytäre Entzündungsinfiltrate auf Höhe des Isthmus (mittlerer Anteil) des Haarschaftes und eine Fibrose (Bindegewebsvermehrung im Sinne einer Vernarbung). Dabei schwankt das Ausmaß sowohl der follikulären Hyperkeratose als auch der Entzündungsinfiltrate beim Graham-Little-Syndrom stärker als beim Lichen planopilaris.

## Behandlung
Ziel der Behandlung ist es, das Fortschreiten des Kopfhaarverlustes zu verhindern. Die therapeutischen Methoden entsprechen weitgehend denen des Lichen ruber planus beziehungsweise des Lichen planopilaris, wobei üblicherweise äußerlich angewandte Corticosteroide zum Einsatz kommen. Auch sind die Injektion von Corticosteroiden in die betroffenen Hautareale oder eine systemische Steroidtherapie (als Tabletten) möglich, von einer systemischen Langzeittherapie mit Corticosteroiden wird wegen der damit verbundenen Nebenwirkungen jedoch abgeraten. Alternativ kann Hydroxychloroquin eingesetzt werden.

## Geschichte
Das Krankheitsbild wurde zuerst 1914 von dem Italiener G. Piccardi beschrieben. Im Jahr 1915 folgte der britischen Hautarzt Sir Ernest Graham Little mit einem Bericht über zwei weitere Fälle, von denen einer durch Lasseur untersucht worden war.